# Кенюхово
Кенюхо́во (ранее — Ке́нигсгоф, Кениго́во, каз. Кенюхово) — село в Шемонаихинском районе Восточно-Казахстанской области Казахстана, входит в состав Вавилонского сельского округа. Код КАТО — 636835300.

## География
Село расположено на северо-западе Шемонаихинского района, на реке Вавилонка, в 13 километрах к западу от районного центра города Шемонаиха, в 8 километрах к северо-западу от административного центра сельского округа села Камышинка. Ближайшая железнодорожная станция Шемонаиха — расположена в 12 километрах к востоку от села (по дороге — 17,8 км). Соседние населённые пункты: Сугатовка в 600 метрах к северу, Пруггерово в 2 километрах к востоку, Сохновка в 4 километрах к западу, Камышинка в 8 километрах к юго-востоку. Транспортное сообщение осуществляется по автомобильной дороге KF SH-07 «Сугатовка — Кенюхово». Высота центра населённого пункта — 340 метров над уровнем моря.

## История
Населённый пункт Ке́нигсгоф (нем. Königshof) был основан в 1907 году немецкими переселенцами: несколько переселенческих семей из Причерноморья прибывшие в течение 1907—1908 гг. на арендуемый германским поданным, немецким инженером Отто Кёнигом земельный участок — обосновали собственную колонию, впоследствии названную в честь О. Кёнига соответственно. К 1930-м годам, немецкие комонимы Восточного Казахстана подверглись русификации: так, вместо немецкого Кенигсгофа образовалось наименование Кенюхо́во.
В административно-территориальном подчинении до 1917 года населённый пункт относился к Александровской волости (волостное село — Шемонаевское) Змеиногорского уезда Томской губернии. В 1928 году был образован Шемонаи́хинский райо́н с административным центром в селе Шемонаиха. Согласно утверждению Президиумом ВЦИК от 10 марта 1932 года Постановления 2 сессии КазЦИК VIII созыва от 20 февраля:219—220, — Шемонаихинский район был присоединён в состав новообразованной Восточно-Казахстанской области:225—226.

## Современное состояние
На 2016 год в селе — 3 улицы.

## Население
| Численность населения | Численность населения | Численность населения |
| 1989                  | 1999                  | 2009                  |
| --------------------- | --------------------- | --------------------- |
| 478                   | ↘469                  | ↘439                  |